# Nad ozerom
Nad ozerom (russisk: Надъ озеромъ) er en russisk spillefilm fra 1995 af Dmitrij Frolov.

## Medvirkende
- Peter Kremis
- Romil Rachev
- Natalja Surkova